# 望遠鏡メーカー一覧
望遠鏡メーカー一覧（ぼうえんきょうメーカーいちらん）は、天体望遠鏡、双眼鏡、顕微鏡や観測装置、プラネタリウム、星座早見盤等を製作しているメーカの一覧を示す。

## 世界
- スワロフスキー
- ライカ
- カール・ツァイス
- コダック
- ミード
- テレビュー
- セレストロン
- パーキンエルマー
- クラブパーソンズ
- シンデン
- オラオオン・オプティックス
- オライオン・テレスコープス
- ファンエナジー
- シュタイナー
- ミノックス

## 地域別

### 日本
五十音順（2006年7月現在）
天体望遠鏡メーカーについては「天体望遠鏡#国内メーカー」を参照

#### あ行
- 旭精光
- アストロ光学
- 石川工学工業
- 宇治天体精機
- エルデ光器
- 大塚光学
- 大平技研 - 大平貴之によるプラネタリウム「メガスター」の開発及び改造、解説を行う会社。
- オリンパス

#### か行
- カートン光学 - 望遠鏡からは撤退した。
- 勝間光学機械
- 鎌倉光機
- キヤノン
- ケンコー (光学)
- ケンコーオプティックス
- 興和
- 高遠工業
- 五藤光学研究所
- コスモス
- コニカミノルタプラネタリウム
- 古泉屋光学研究所

#### さ行
- 榊原工業
- 三栄光学
- 三省堂
- ジェネシア
- 昭和機械製作所
- 新成光学
- スターライト・コーポレーション（スコープテック）
- すばる光電子
- 成和光学
- セガトイズ
- ソニー

#### た行
- 高橋製作所 - 製品一覧は高橋製作所の望遠鏡製品一覧。
- 中央光学
- 東京スコープ
- 東実精光
- 東洋実業
- ときわ光学
- 特殊光学研究所
- トミーテック

#### な行
- ナノフォトン
- 二光ライト
- ニコン - 製品一覧はニコンの天体望遠鏡製品一覧。
- 西村製作所
- 日東光器
- 日本特殊光学 - 廃業した。製品一覧は日本特殊光学の望遠鏡製品一覧。

#### は行
- バックヤードプロダクツ
- ハッコー商事
- ビクセン
- ビットラン
- 日吉光学
- フジノン（富士フイルム）
- フォトコーディング
- ペンタックス
- ペトリ工業
- ボーグ
- 浜松ホトニクス
- 星の手帖社

#### ま行
- 松下電器産業
- ミザールテック
- 三鷹光器
- 三井光機製作所
- 三菱電機
- モリタ光学
- 宮内光学
- 武藤工業
- メイジテクノ

#### ら行
- ライト光機製作所

#### わ行
- 渡辺教具製作所